# Rúp Nga
Đồng rúp Nga hay đơn giản là rúp (tiếng Nga: рубль rublʹ, số nhiều рубли́ rubli; tiếng Anh: ruble hay rouble), ký hiệu ₽, là tiền tệ của Liên bang Nga và bốn nước cộng hòa tự trị: Abkhazia, Nam Ossetia, Cộng hòa Nhân dân Donetsk và Cộng hòa Nhân dân Lugansk. Trước đây, đồng rúp cũng là tiền tệ của Liên Xô và Đế quốc Nga trước khi các quốc gia này tan rã. Đồng rúp được chia thành 100 kopek, tiếng Nga: копе́йка, số nhiều: копе́йки hay копеек. Mã ISO 4217 là RUB; mã trước đây là RUR, nói về đồng rúp Nga trước thời điểm đặt tên năm 1998 (1 RUB = 1000 RUR).
Hiện tại, đã có biểu tượng chính thức cho đồng rúp, đó chính là  ₽, dù руб Lưu trữ ngày 23 tháng 7 năm 2008 tại Wayback Machine hiện cũng đang được sử dụng. Trước đây đã có nhiều biểu tượng đã được đề xuất, bao gồm cả: "РР" (kirin cho "RR"), một "R" với hai dấu gạch ngang (giống như đồng peso Philipin) và một "Р" với một dấu gạch ngang.

## RUR (1992 - 1998)

### Giới thiệu
Sau khi Liên Xô tan rã năm 1991, một vùng tiền tệ chung được gọi là "vùng rúp" được thiết lập trong khu vực Cộng đồng các Quốc gia Độc lập và các quốc gia lân cận. Đồng Rúp Nga ra đời vào ngày 14 tháng 7 năm 1992
với tỷ lệ 1 SUR = 1 RUR.

### Mệnh giá (1992 - 1993)

#### Tiền xu (1992 - 1998)
Gồm có các mệnh giá: 1, 5, 10, 20, 50, 100 rúp.

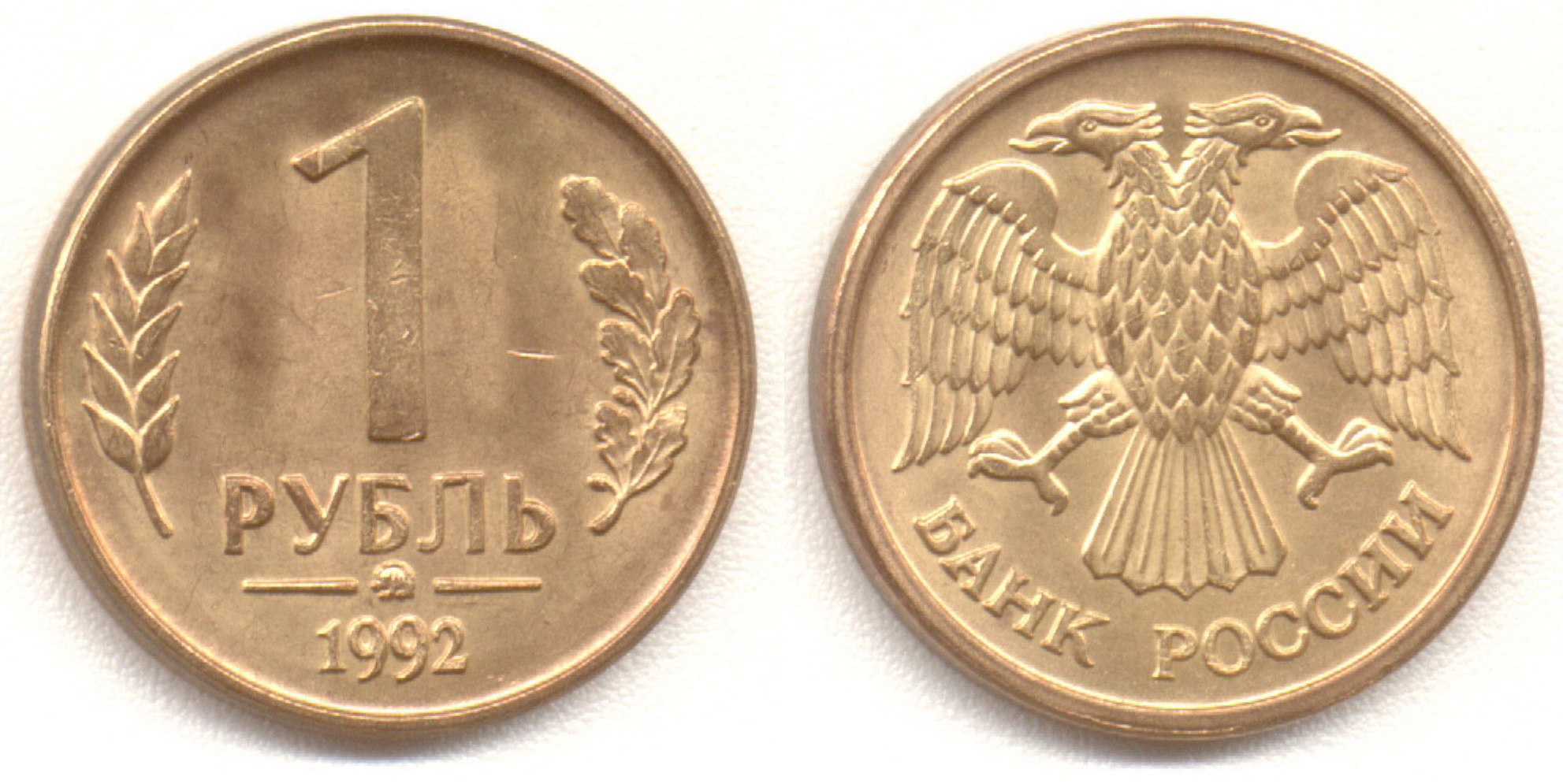
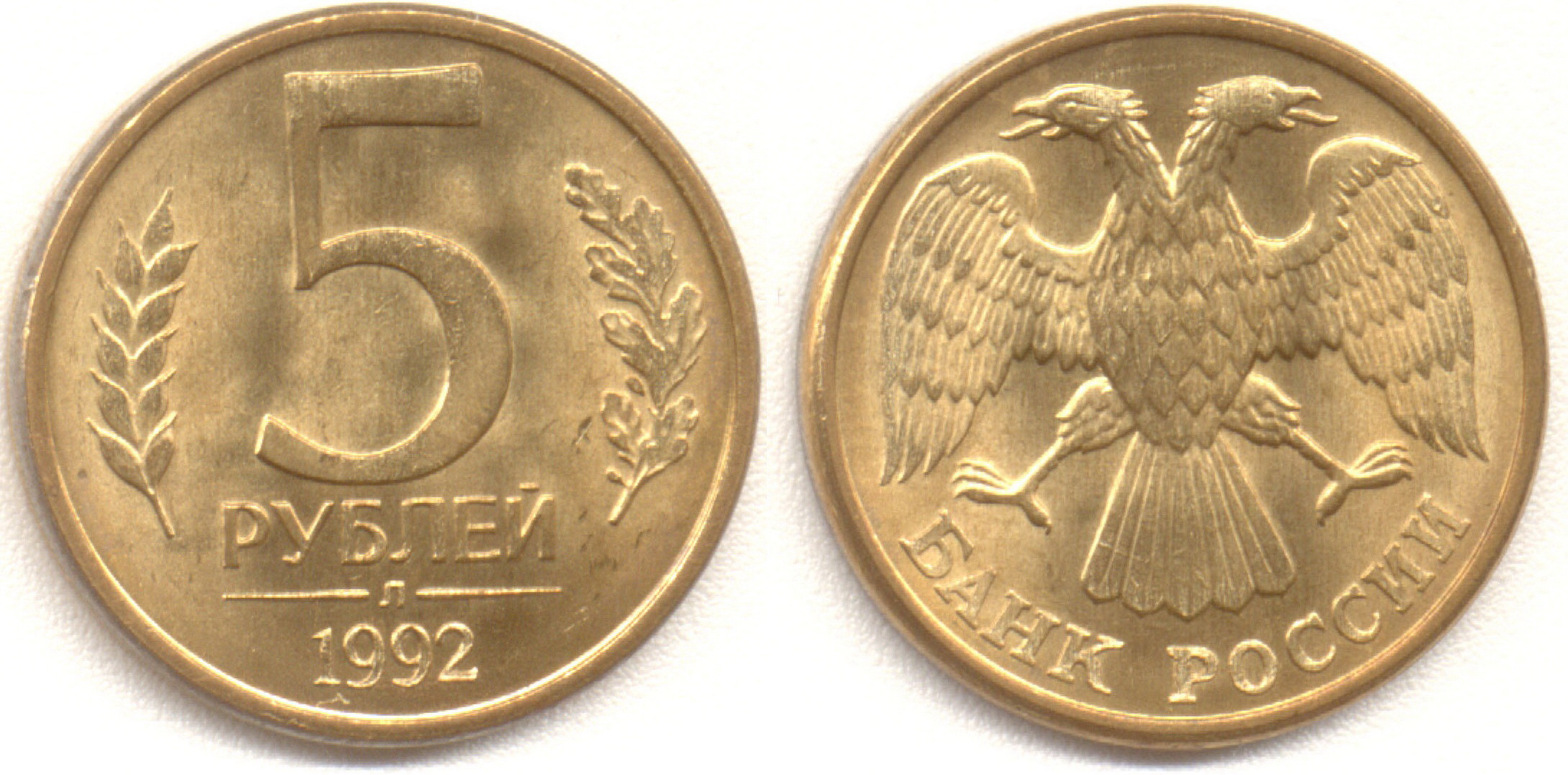
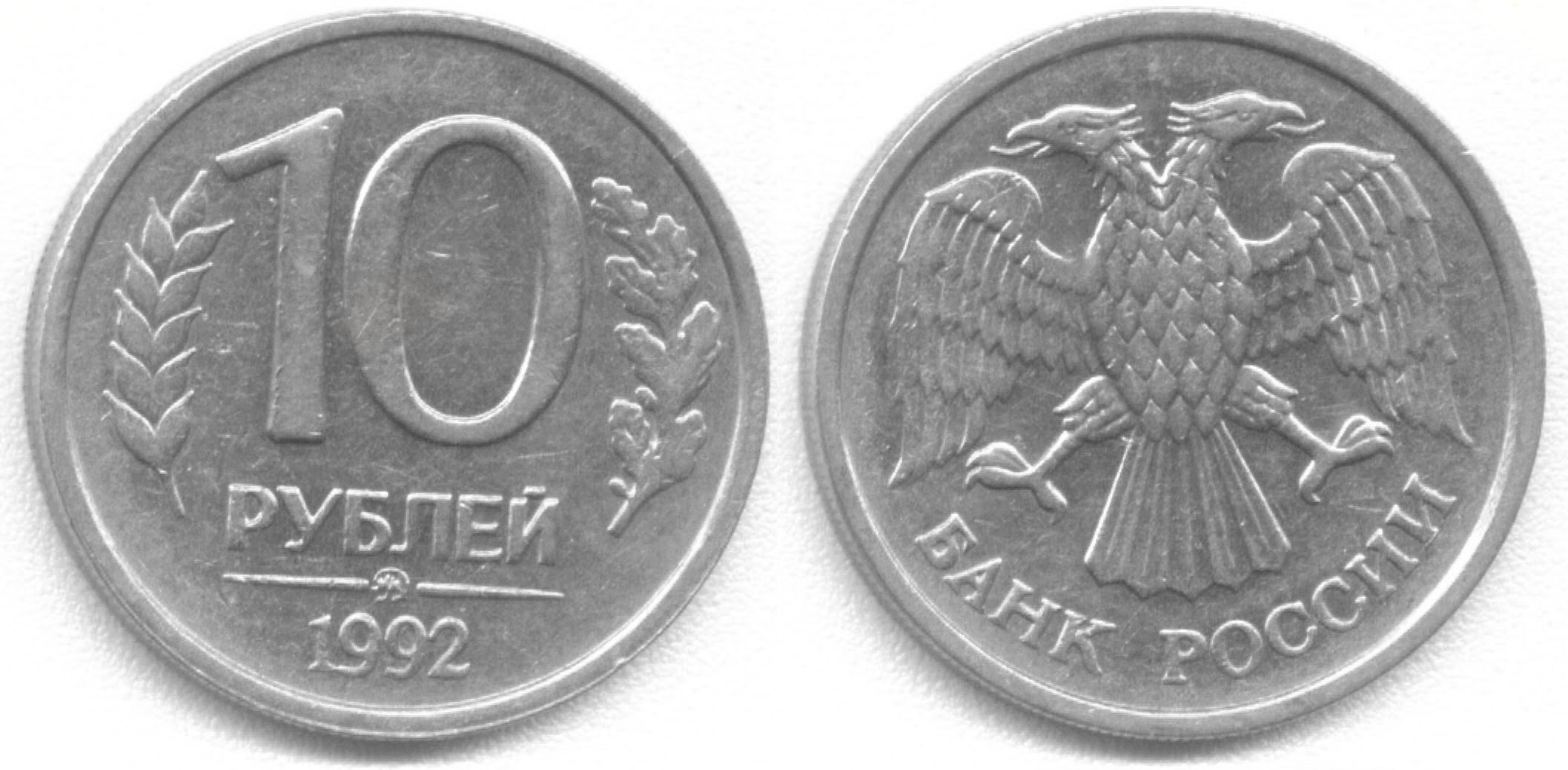
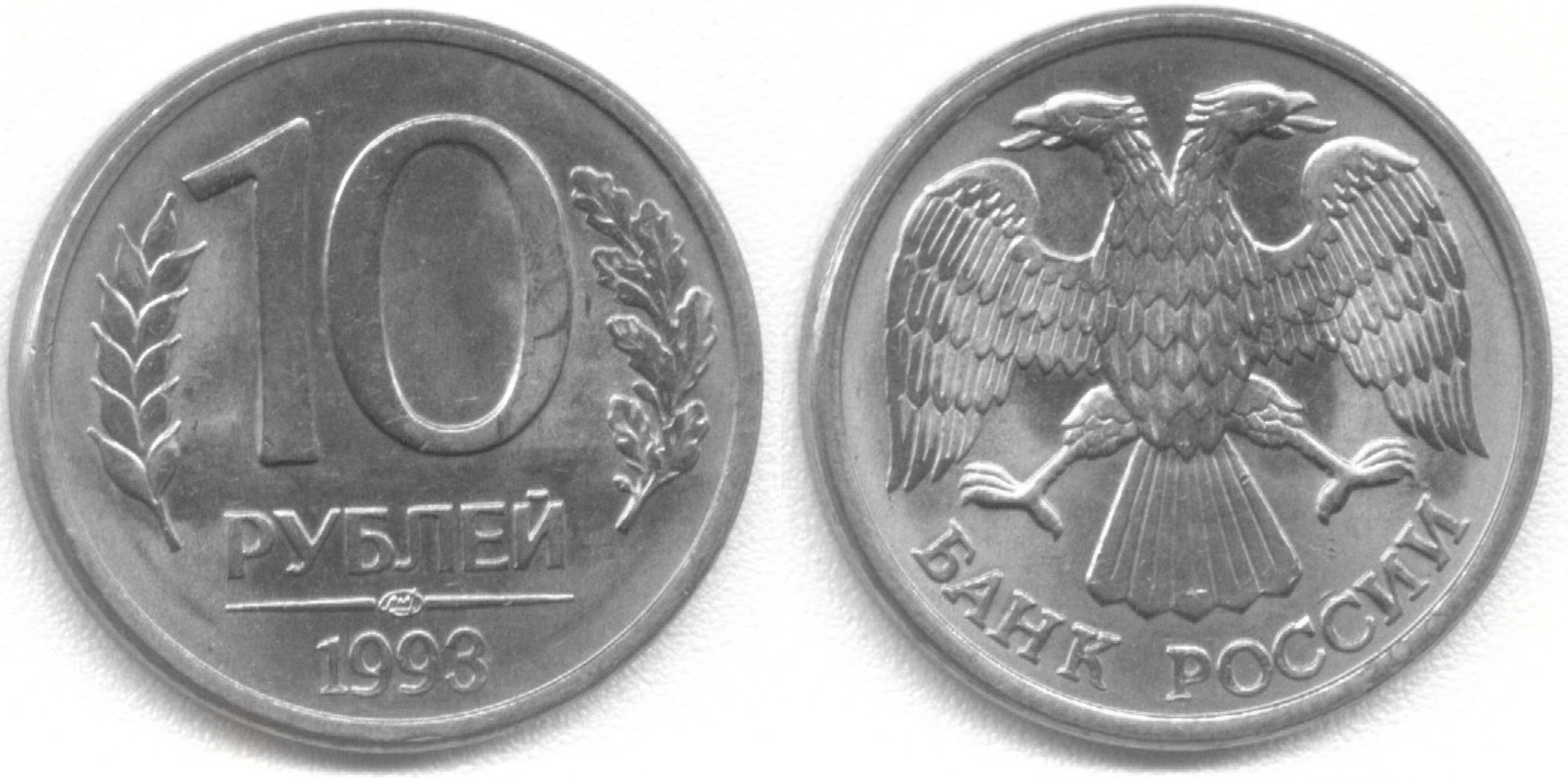
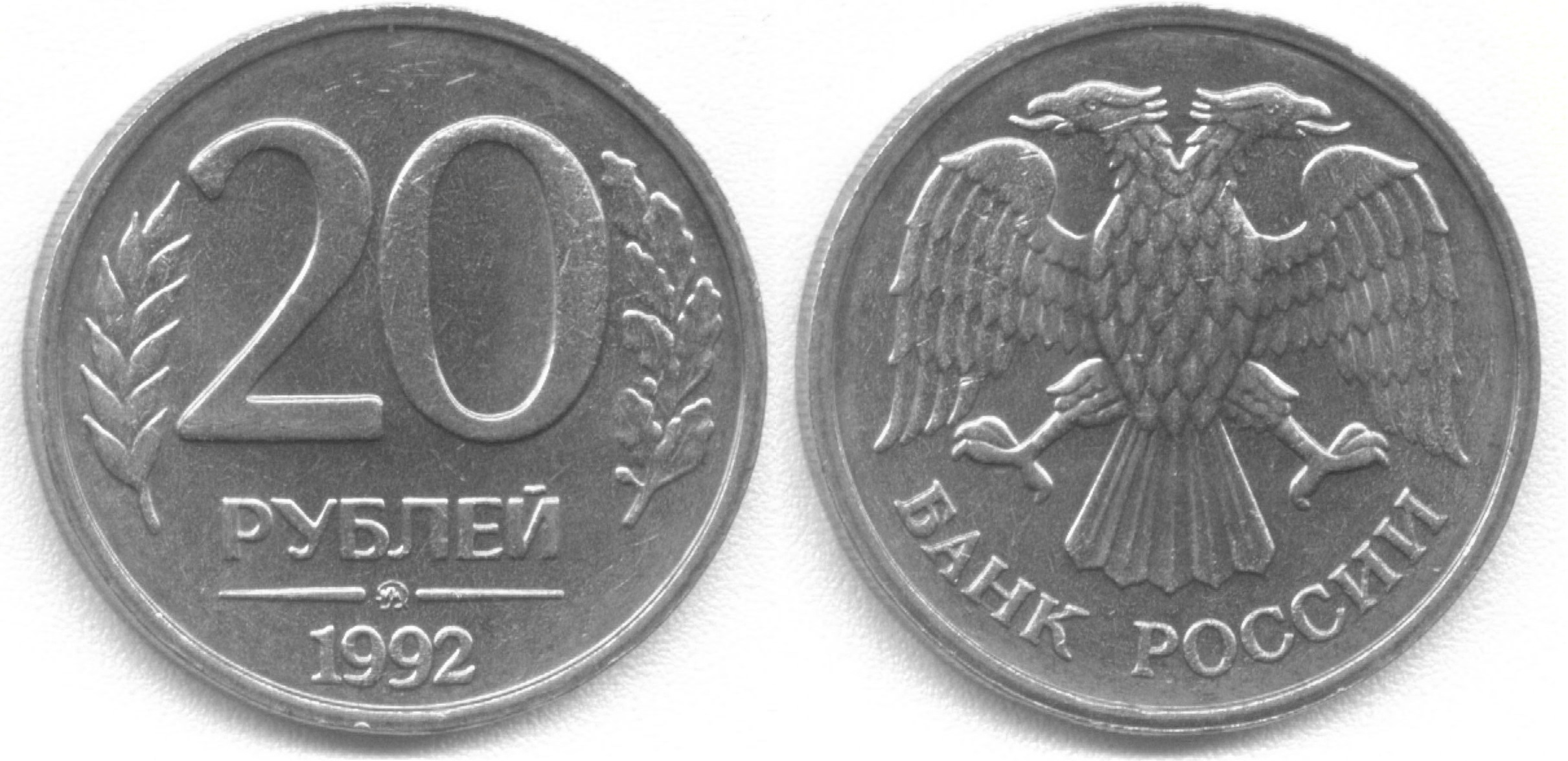
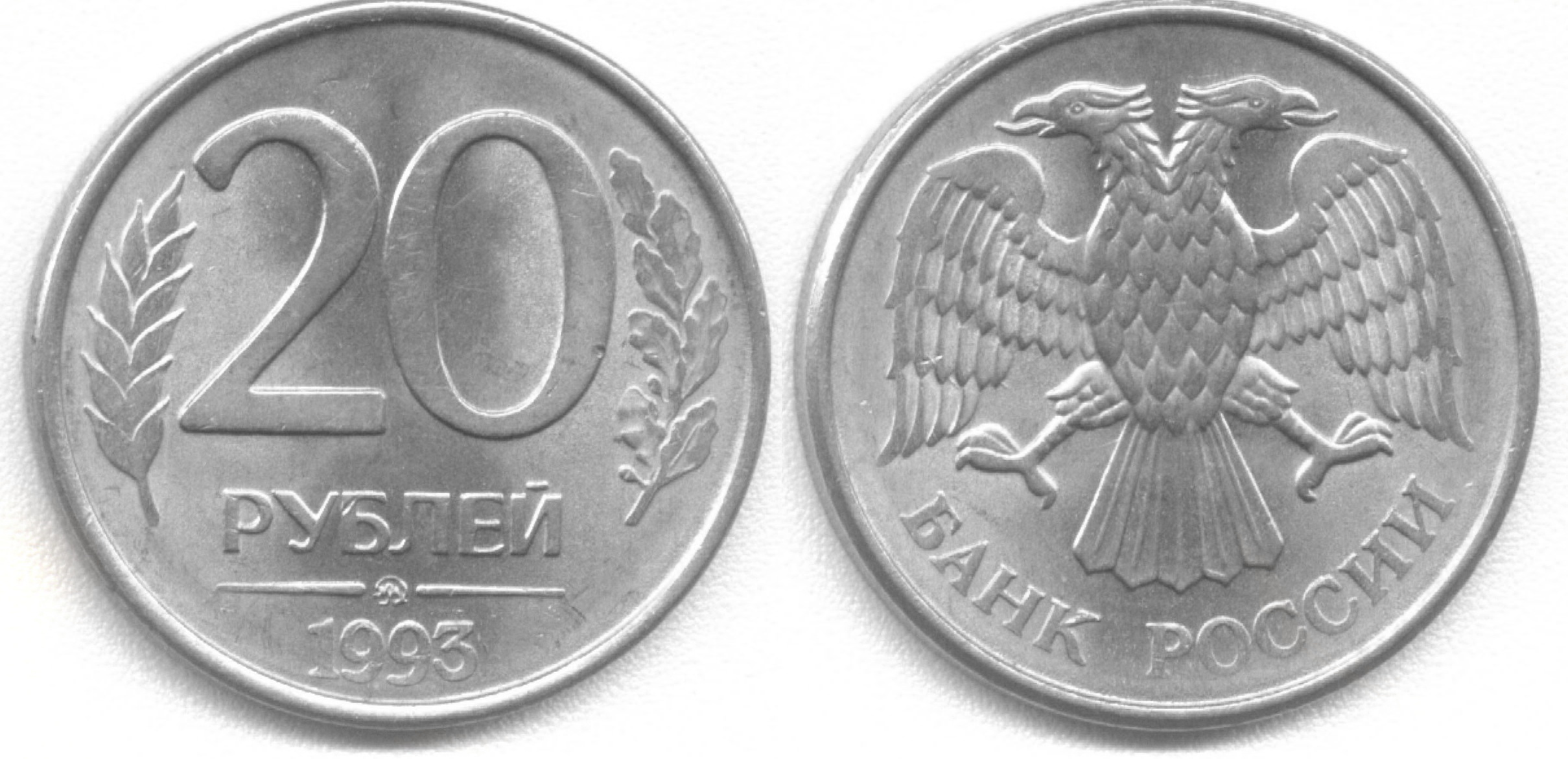
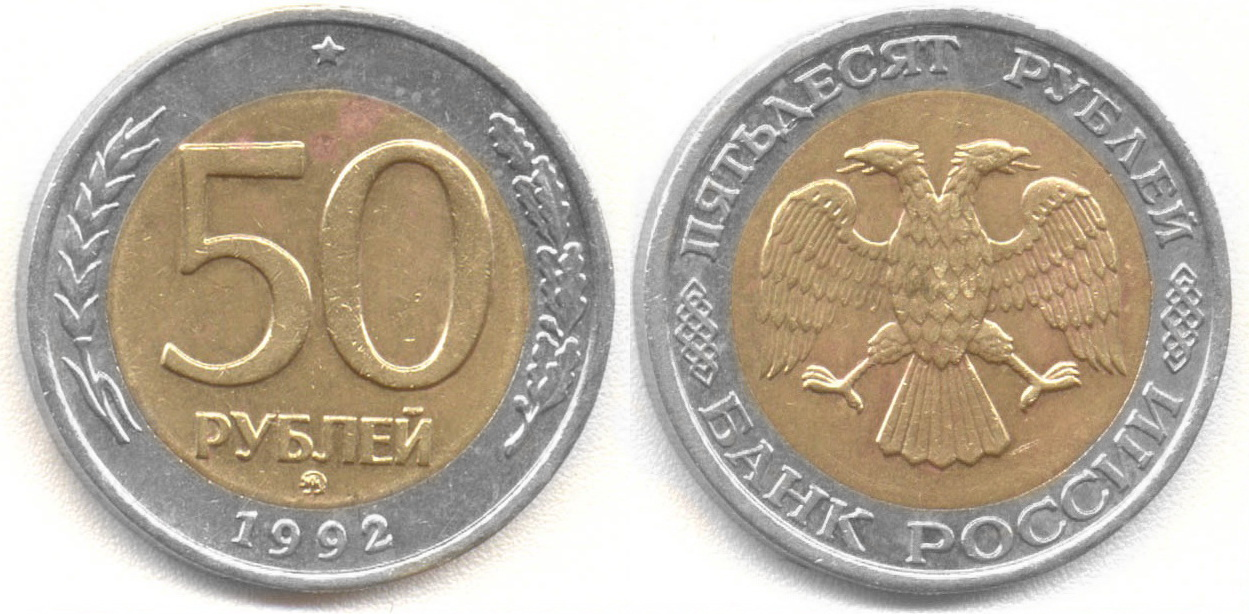
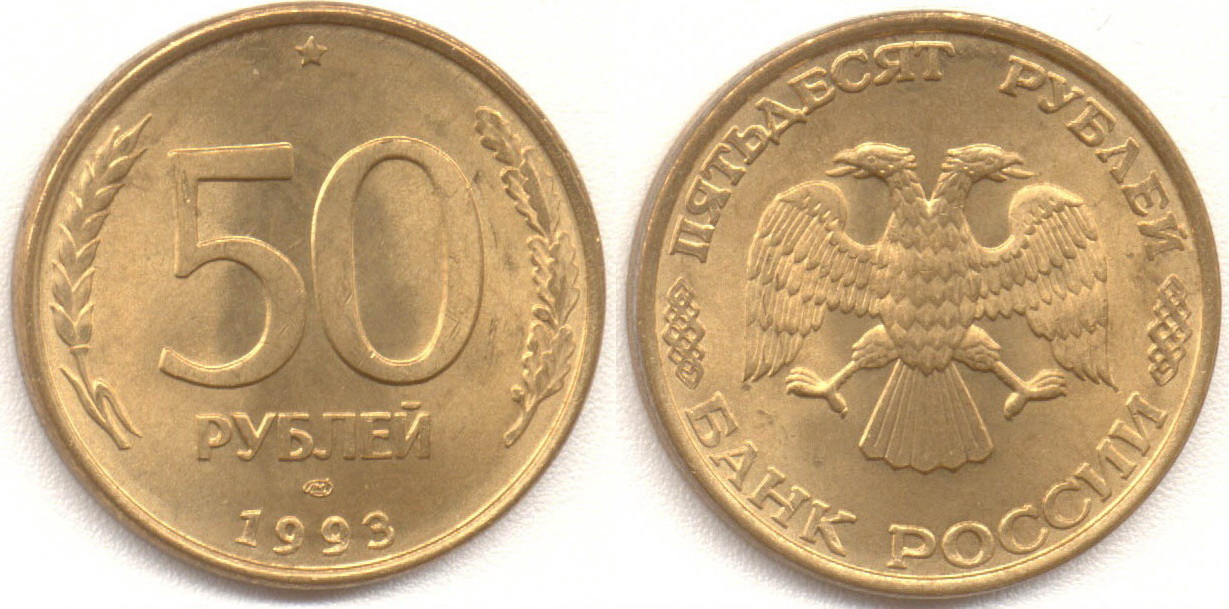
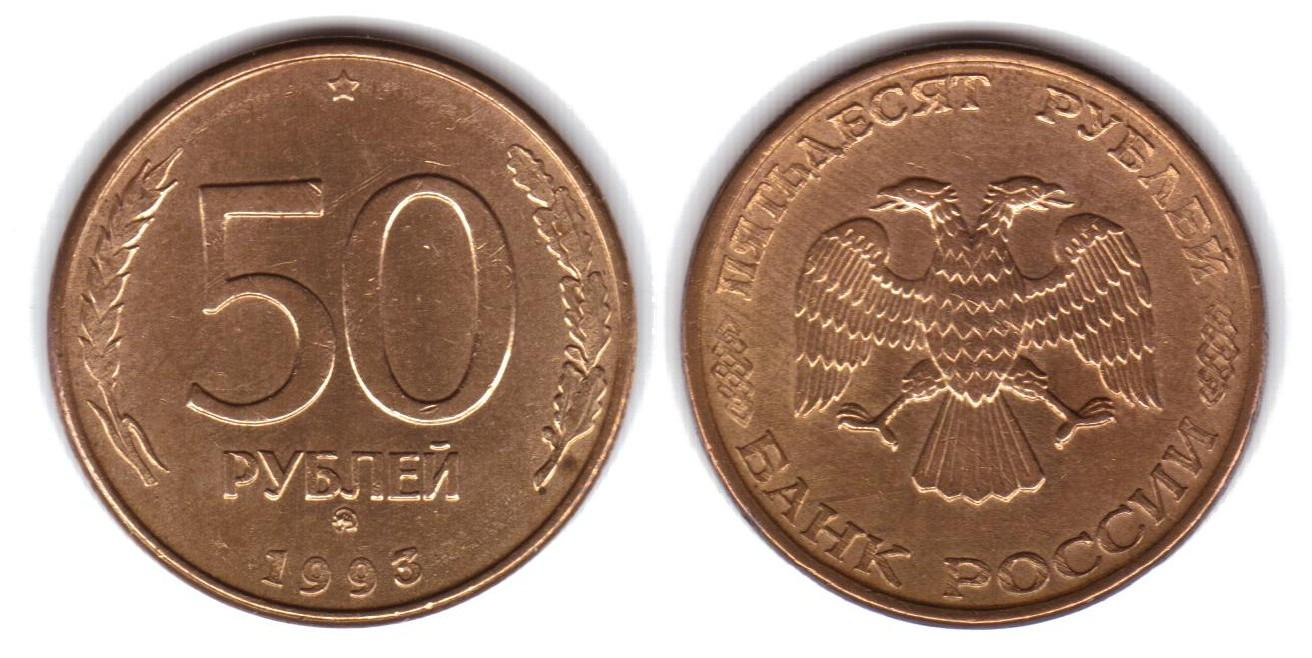
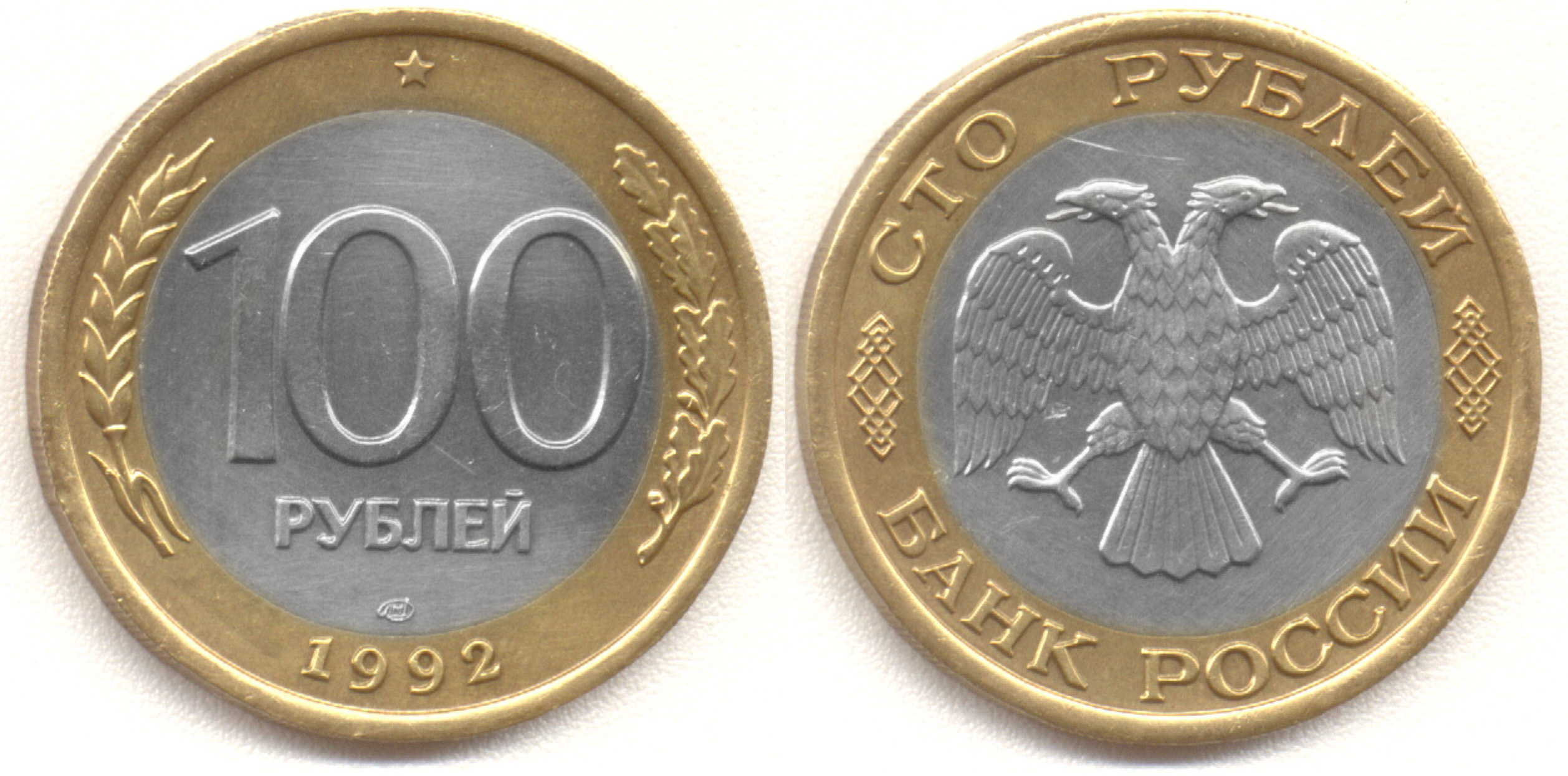
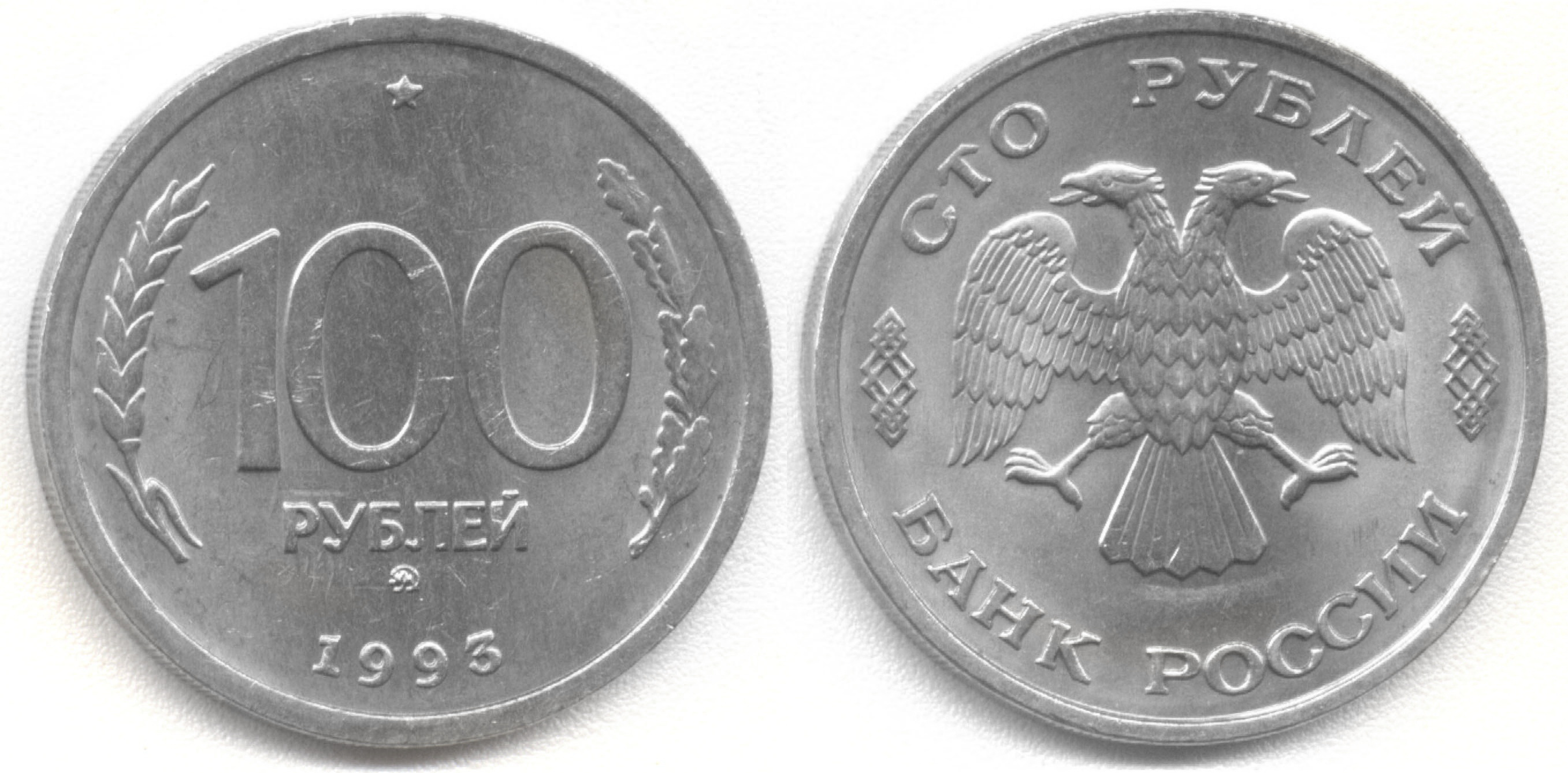

#### Tiền giấy
Tiền giấy trong giai đoạn này là 50, 100, 200, 500, 1000, 5000 và 10000 rúp. Trong đó các tờ 5000 và 10000 rúp được phát hành dưới cái tên mới: "Банк России" (Ngân hàng nước Nga). Còn các mệnh giá từ 50 đến 1000 rúp đều phát hành dưới cái tên cũ: "Билет Государственного Банка СССР" (Tiền giấy Ngân hàng Nhà nước Liên Xô).
| Mệnh giá  | Hình ảnh | Kích thước  | Màu chủ đạo            |                               |                                                                      |           | Ngày phát hành |
| Mệnh giá  | Hình ảnh | Kích thước  | Màu chủ đạo            | Mặt trước                     | Mặt sau                                                              | Loại giấy | Ngày phát hành |
| --------- | -------- | ----------- | ---------------------- | ----------------------------- | -------------------------------------------------------------------- | --------- | -------------- |
| 50 rúp    |          | 140 × 71 mm | Xanh lá, nâu           | V. I. Lenin, Quốc huy Liên Xô | Điện Kremlin, tháp Taynitskaya                                       | Cotton    | 1/7/1992       |
| 100 rúp   |          | 140 × 71 mm | Nâu đỏ                 | V. I. Lenin, Quốc huy Liên Xô | Tháp Vodovzvodnaya                                                   | Cotton    | 4/3/1992       |
| 200 rúp   |          | 140 × 71 mm | Xanh lá, hồng          | V. I. Lenin, Quốc huy Liên Xô | Hội trường Kremlin và tháp Troitskaya                                | Cotton    | 1/7/1992       |
| 500 rúp   |          | 140 × 71 mm | Nâu, tím, đỏ           | V. I. Lenin, Quốc huy Liên Xô | Tòa nhà Đoàn Chủ tịch Xô viết Tối cao Liên Xô và tháp Spasskaya      | Cotton    | 1/7/1992       |
| 1000 rúp  |          | 140 × 71 mm | Nâu sẫm, xanh lá, hồng | V. I. Lenin, Quốc huy Liên Xô | Quảng trường Đỏ, Nhà thờ Chính tòa Thánh Vasily                      | Cotton    | 1/7/1992       |
| 5000 rúp  |          | 145 × 70 mm | Xanh lơ sẫm            | Toàn cảnh Moskva              | Tường thành Kremlin                                                  | Cotton    | 14/07/1992     |
| 10000 rúp |          | 145 × 70 mm | Đỏ tía                 | Điện Kremlin và Quốc kỳ Nga   | Các tháp Spasskaya, Senatskaya, Nikolskaya và Uglovaya Arsenal'skaya | Cotton    | 29/12/1992     |

### Mệnh giá (1993 - 1995)
| Mệnh giá  | Hình ảnh   | Kích thước  | Màu chủ đạo            |                             | |           | Ngày phát hành |
| Mệnh giá  | Hình ảnh   | Kích thước  | Màu chủ đạo            | Mặt trước                   | Mặt sau                                                                                                 | Loại giấy | Ngày phát hành |
| --------- | ---------- | ----------- | ---------------------- | --------------------------- | --- | --------- | -------------- |
| 100 rúp   |            | 130 × 57 mm | Xanh da trời, hồng     | Điện Kremlin và Quốc kỳ Nga | Quần thể các tháp Điện Kremlin                                                                          | Cotton    | 26/1/1993      |
| 200 rúp   |            | 130 × 57 mm | Hồng                   | Điện Kremlin và Quốc kỳ Nga | Tháp Troitskaya và tháp Kutaf'ya                                                                        | Cotton    | 26/1/1993      |
| 500 rúp   |            | 130 × 57 mm | Xanh lá, hồng          | Điện Kremlin và Quốc kỳ Nga | Tòa nhà Hội đồng Hành chính Tổng thống Nga (Đoàn Chủ tịch Xô viết Tối cao Liên Xô cũ) và tháp Spasskaya | Cotton    | 26/1/1993      |
| 1000 rúp  |            | 152 × 67 mm | Nâu sẫm, xanh lá, hồng | Điện Kremlin và Quốc kỳ Nga | Quảng trường Đỏ, Nhà thờ Chính tòa Thánh Vasily                                                         | Cotton    | 26/1/1993      |
| 5000 rúp  |            | 152 × 67 mm | Đỏ tía                 | Điện Kremlin và Quốc kỳ Nga | Tường thành Kremlin                                                                                     | Cotton    | 26/1/1993      |
| 5000 rúp  | 19/9/1994  | 152 × 67 mm | Đỏ tía                 | Điện Kremlin và Quốc kỳ Nga | Tường thành Kremlin                                                                                     | Cotton    |                |
| 10000 rúp |            | 152 × 67 mm | Xanh lơ sẫm            | Điện Kremlin và Quốc kỳ Nga | Các tháp Spasskaya, Senatskaya, Nikolskaya và Uglovaya Arsenal'skaya                                    | Cotton    | 12/3/1993      |
| 10000 rúp | 19/09/1994 | 152 × 67 mm | Xanh lơ sẫm            | Điện Kremlin và Quốc kỳ Nga | Các tháp Spasskaya, Senatskaya, Nikolskaya và Uglovaya Arsenal'skaya                                    | Cotton    |                |
| 50000 rúp |            | 152 × 67 mm | Cam, nâu               | Điện Kremlin và Quốc kỳ Nga | Các tháp Nikolskaya và Uglovaya Arsenal'skaya                                                           | Cotton    | 20/5/1993      |
| 50000 rúp | 14/7/1994  | 152 × 67 mm | Cam, nâu               | Điện Kremlin và Quốc kỳ Nga | Các tháp Nikolskaya và Uglovaya Arsenal'skaya                                                           | Cotton    |                |

### Mệnh giá (1995 - 1998)
Đây là tiền giấy có nhiều điểm tương đồng về thiết kế với các loại tiền giấy RUB sau này. Tên chính thức của loạt thiết kế này là Thành phố và các tượng đài.
| Mệnh giá   | Hình ảnh | Kích thước  | Màu chủ đạo              |                                                                      |                                      |           | Ngày phát hành |
| Mệnh giá   | Hình ảnh | Kích thước  | Màu chủ đạo              | Mặt trước                                                            | Mặt sau                              | Loại giấy | Ngày phát hành |
| ---------- | -------- | ----------- | ------------------------ | -------------------------------------------------------------------- | ------------------------------------ | --------- | -------------- |
| 1000 rúp   |          | 137 × 61 mm | Hồng, cam                | Vladivostok                                                          | Bờ biển Rudnaya và hòn đá Hai anh em | Cotton    | 29/9/1995      |
| 5000 rúp   |          | 137 × 61 mm | Xanh lá                  | Veliky Novgorod                                                      | Novgorodskogo Kreml'                 | Cotton    | 31/10/1995     |
| 10000 rúp  |          | 150 × 65 mm | Vàng, nâu                | Krasnoyarsk                                                          | Thủy điện Krasnoyarsk                | Cotton    | 29/7/1995      |
| 50000 rúp  |          | 150 × 65 mm | Xanh dương, xanh lá, xám | Sankt-Peterburg                                                      | Sàn chứng khoán Sankt-Peterburg      | Cotton    | 29/7/1995      |
| 100000 rúp |          | 150 × 65 mm | Nâu, đỏ                  | Moskva, thần Apollo cưỡi chiến xa tứ mã trên vòm mái Nhà hát Bolshoi | Nhà hát Bolshoi                      | Cotton    | 30/05/1995     |
| 500000 rúp |          | 150 × 65 mm | Tím, hồng                | Arkhangelsk, tượng Pyotr I                                           | Tu viện Solovetsky-Preobazhensky     | Cotton    | 17/3/1997      |

## RUB (1998 - nay)

### Giới thiệu
Sự mất giá nghiêm trọng của đồng rúp cũ (RUR) đã khiến cho nước Nga phải tiến hành một cuộc đổi tiền từ ngày 1/1/1998 với tỷ giá 1000 RUR = 1 RUB.

### Tiền xu
Gồm có các mệnh giá: 1, 5, 10, 50 kopek, 1, 2, 5, 10 rúp.

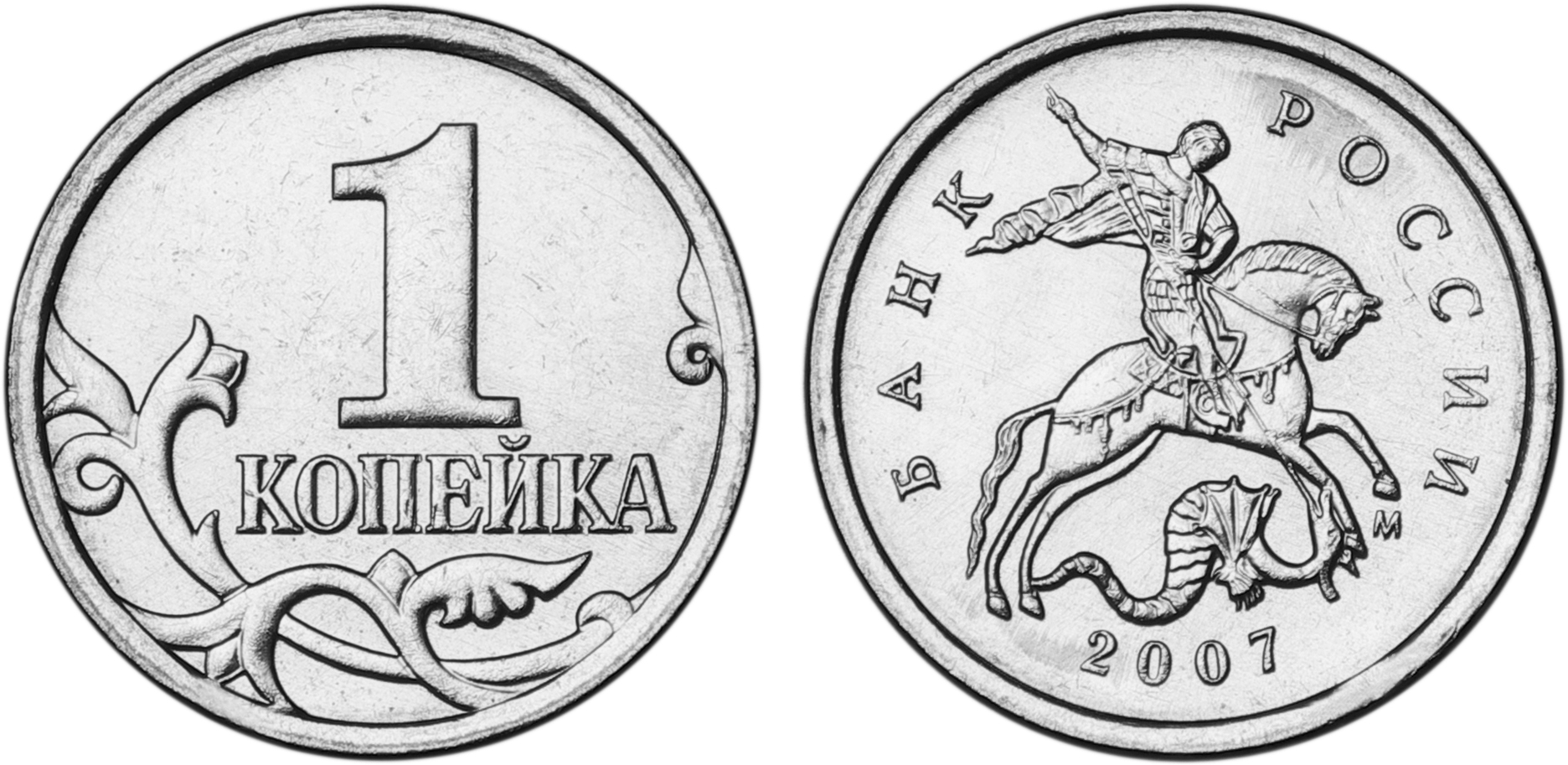
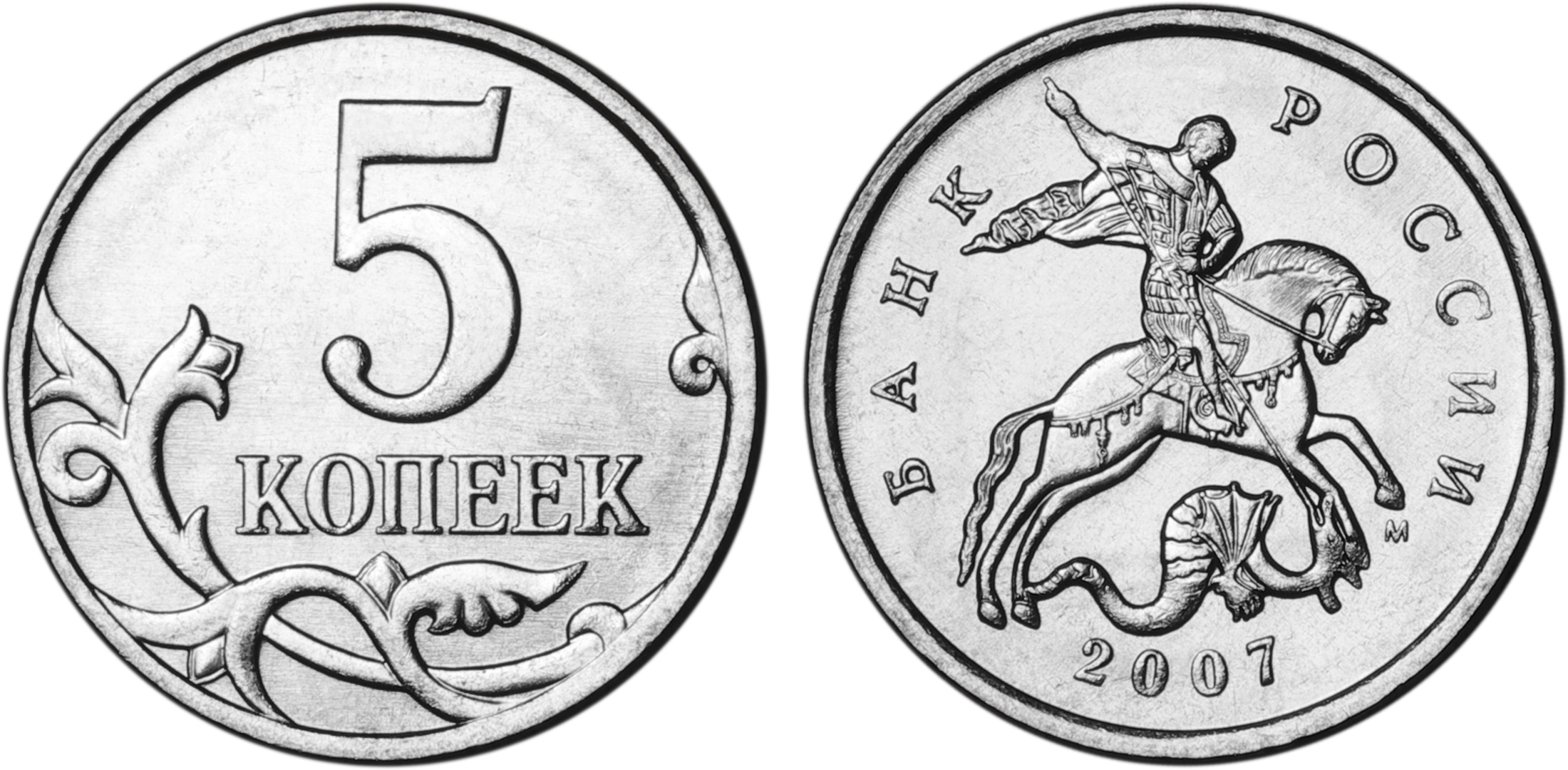
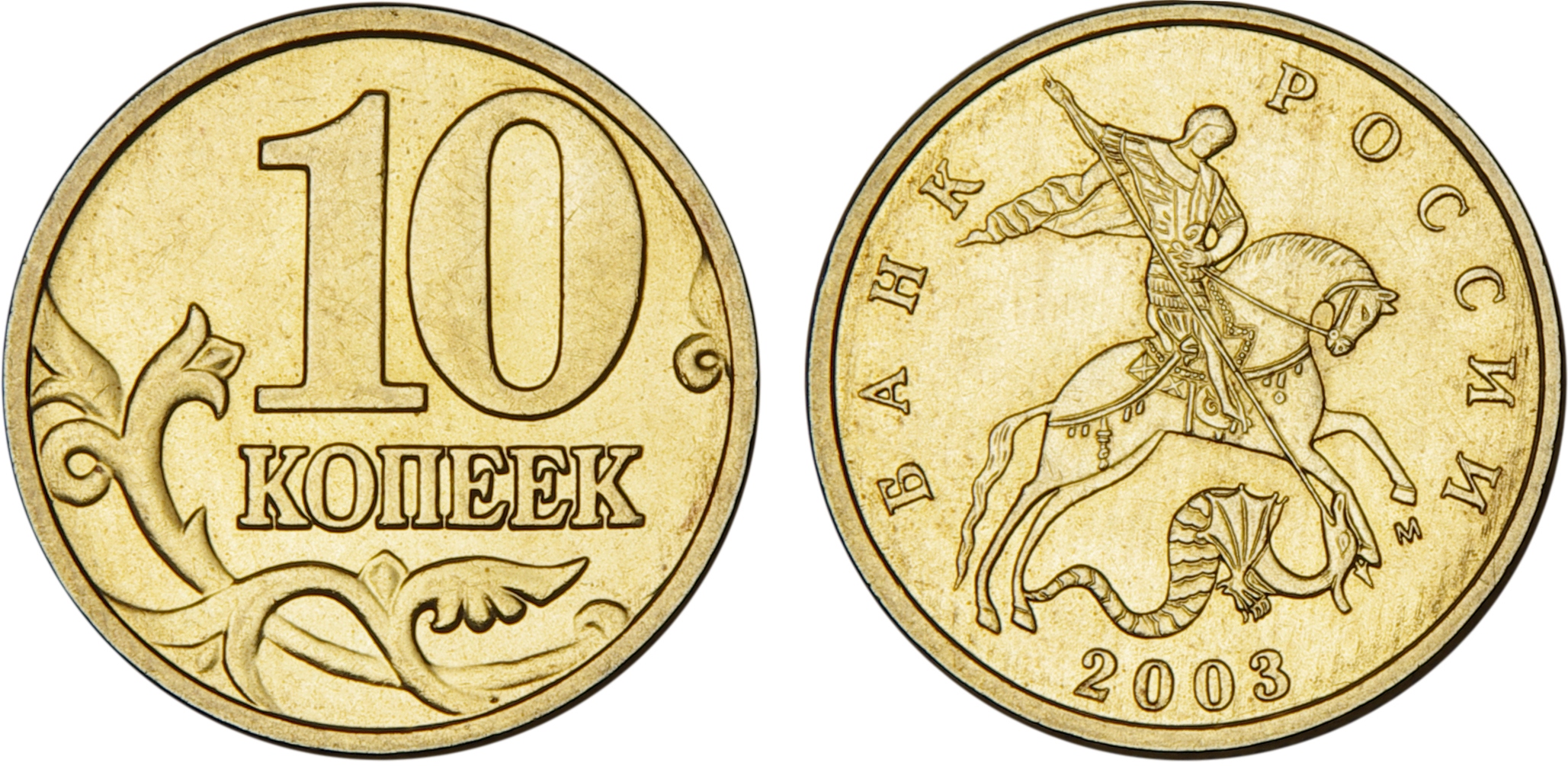
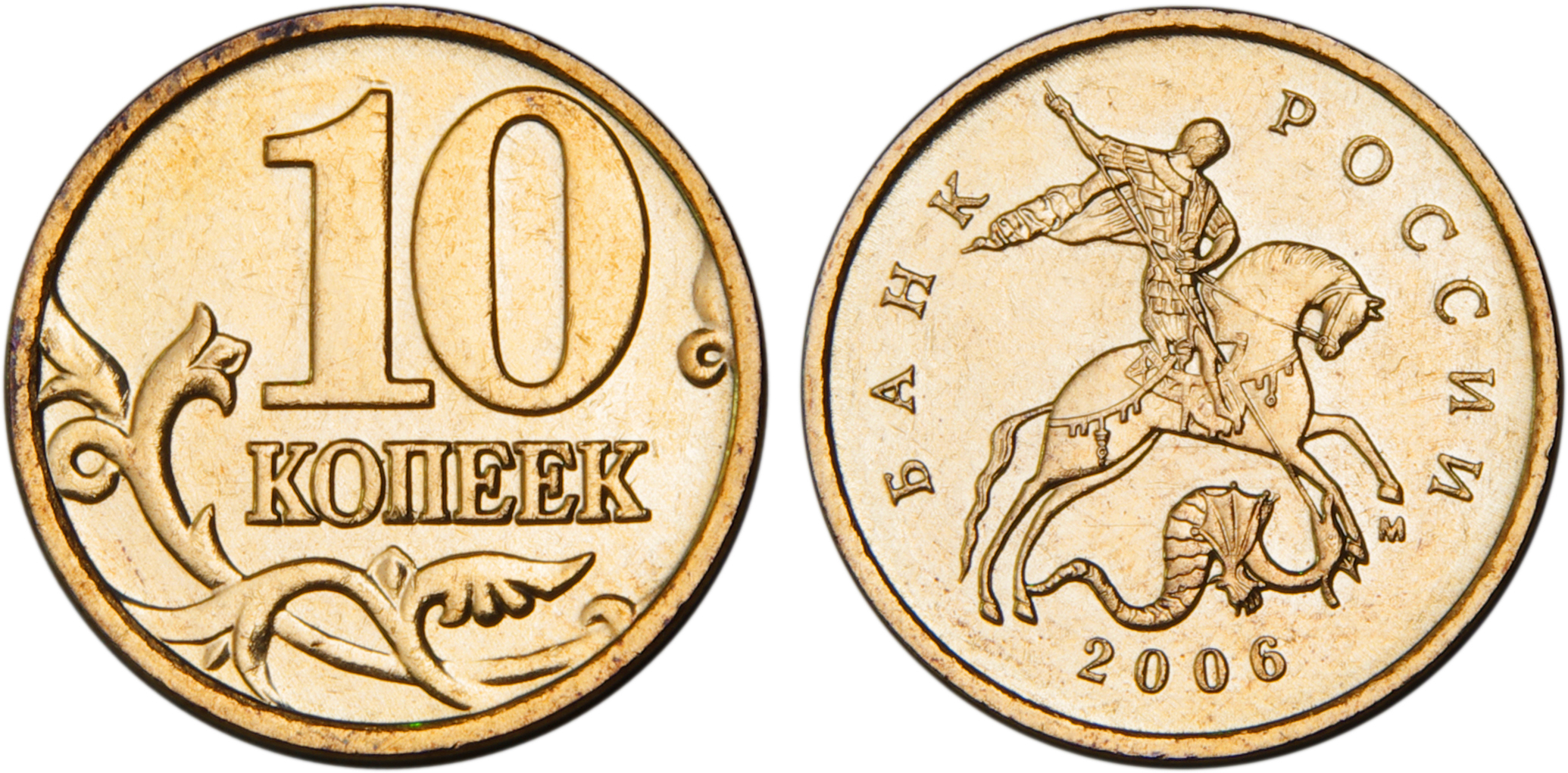
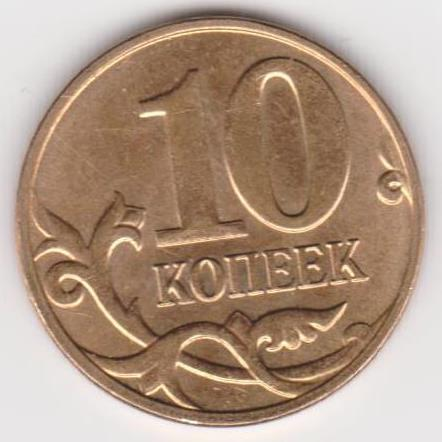
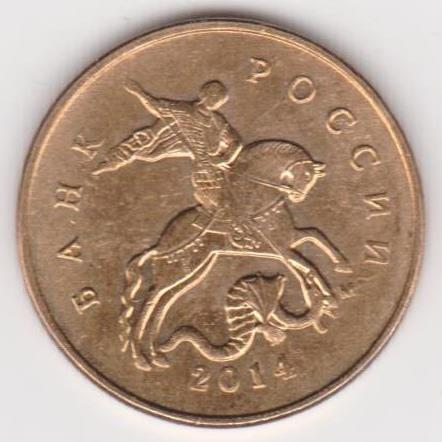
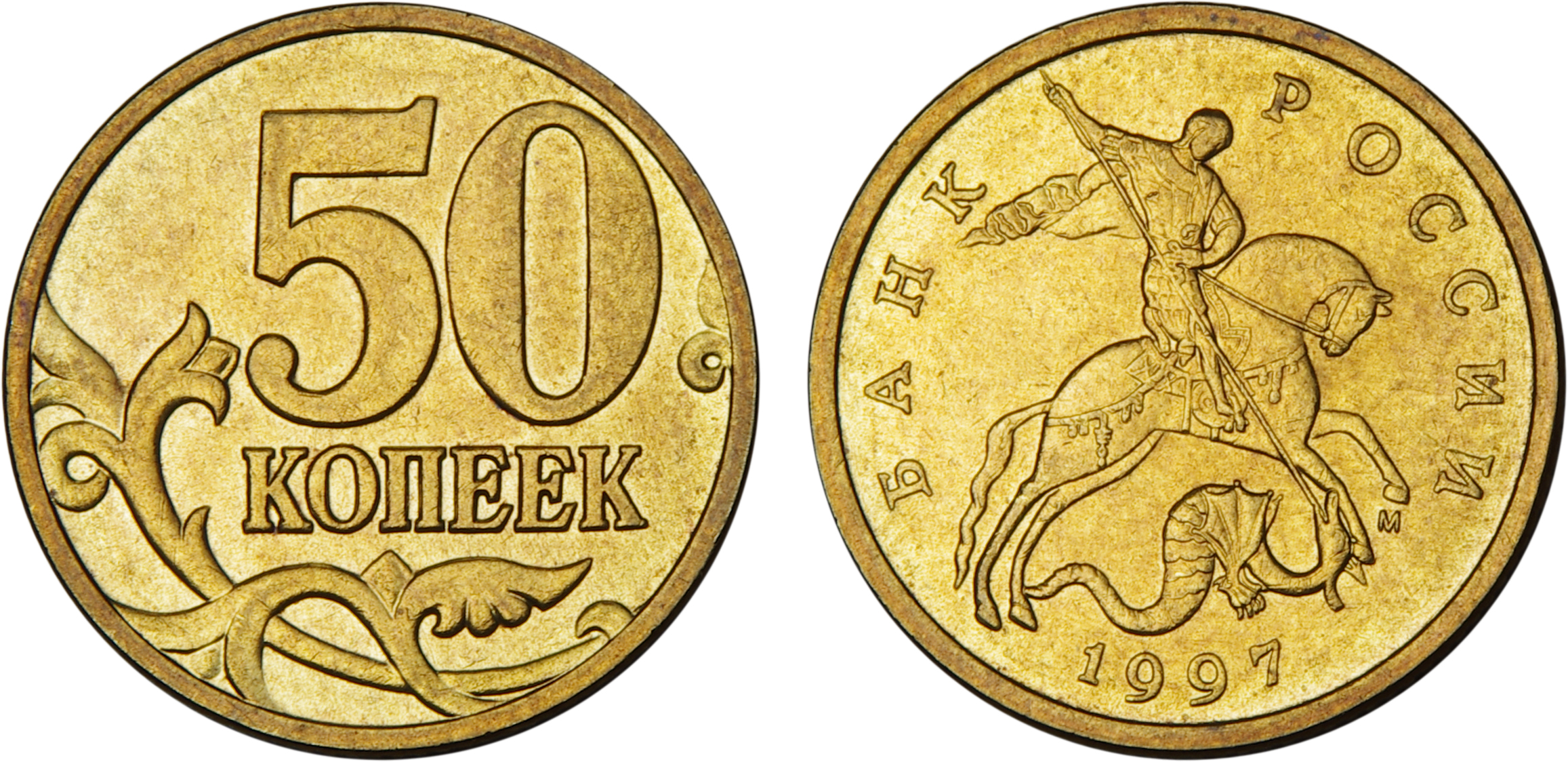
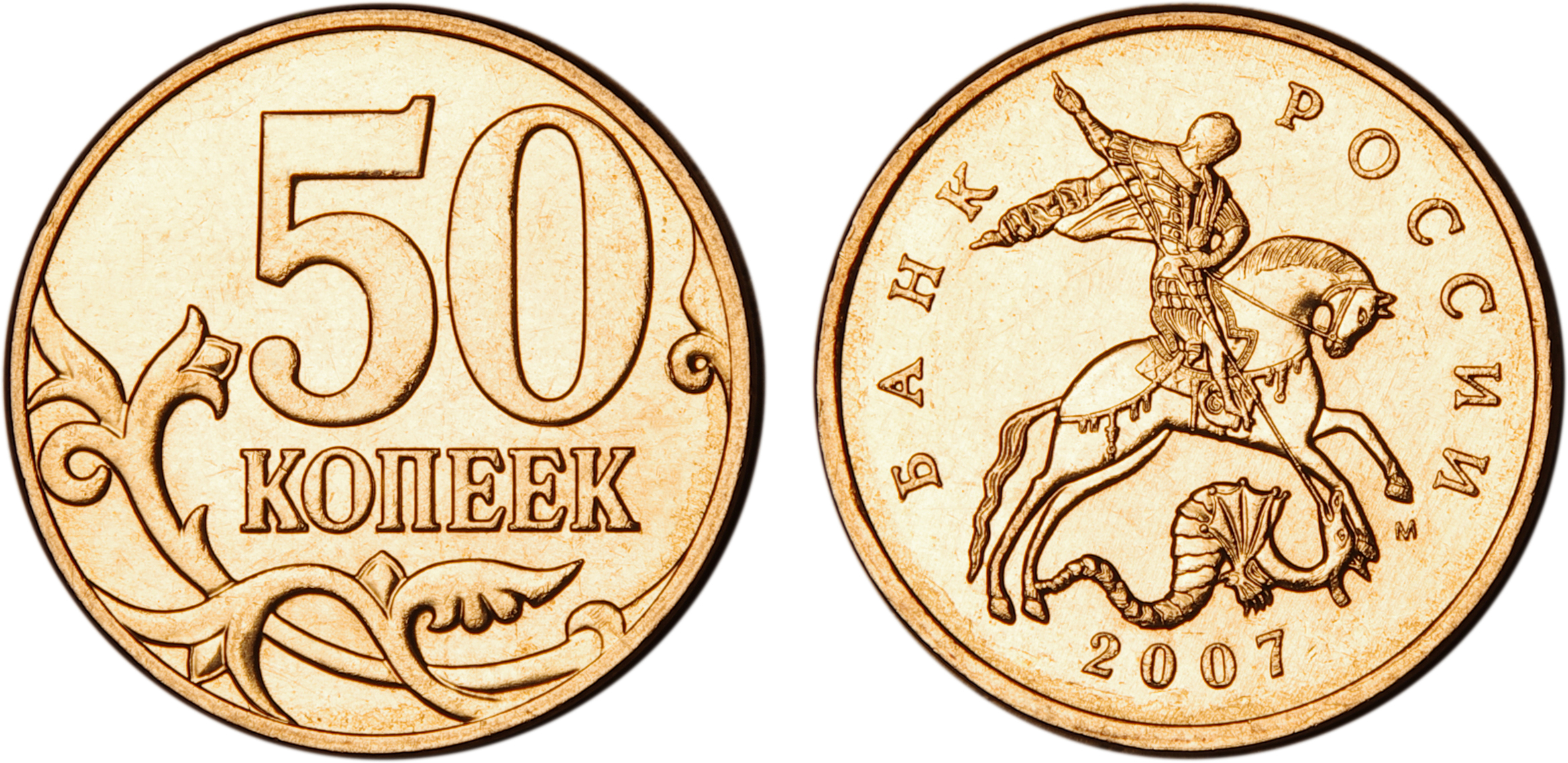
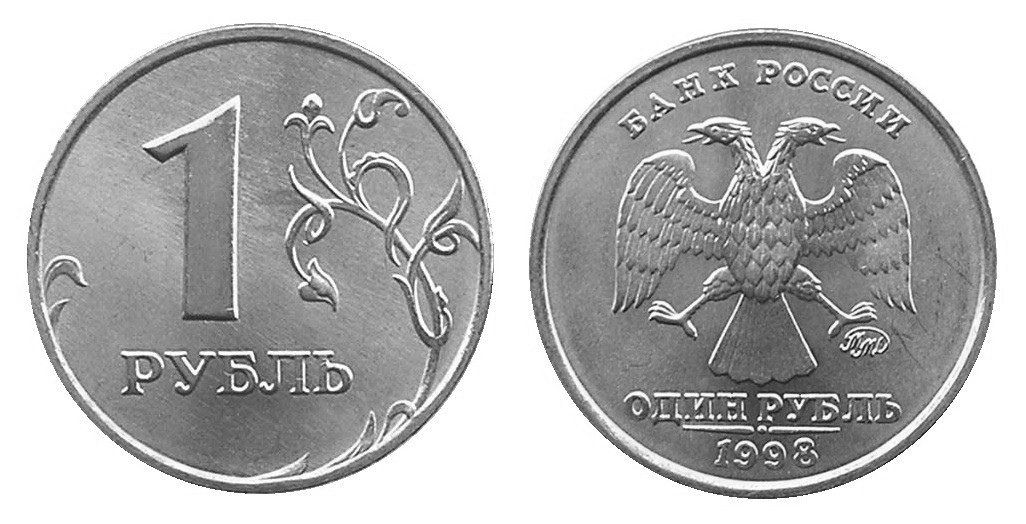
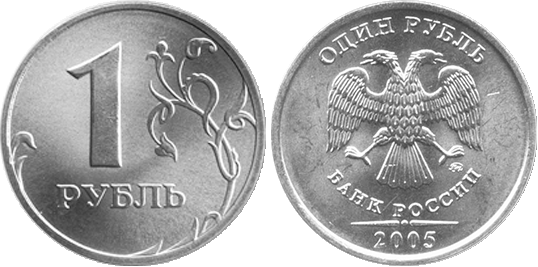
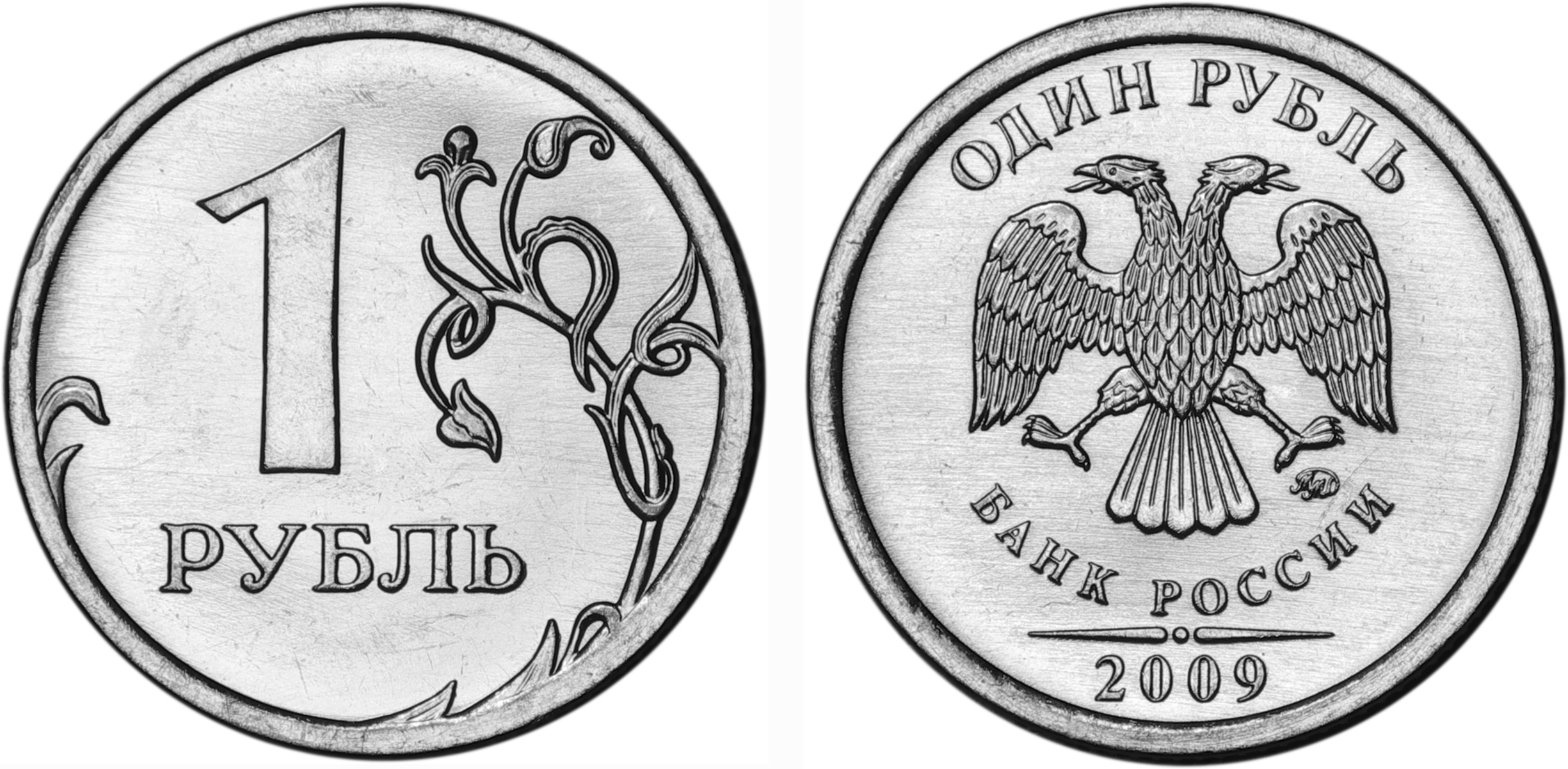
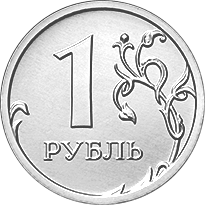
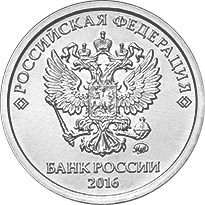
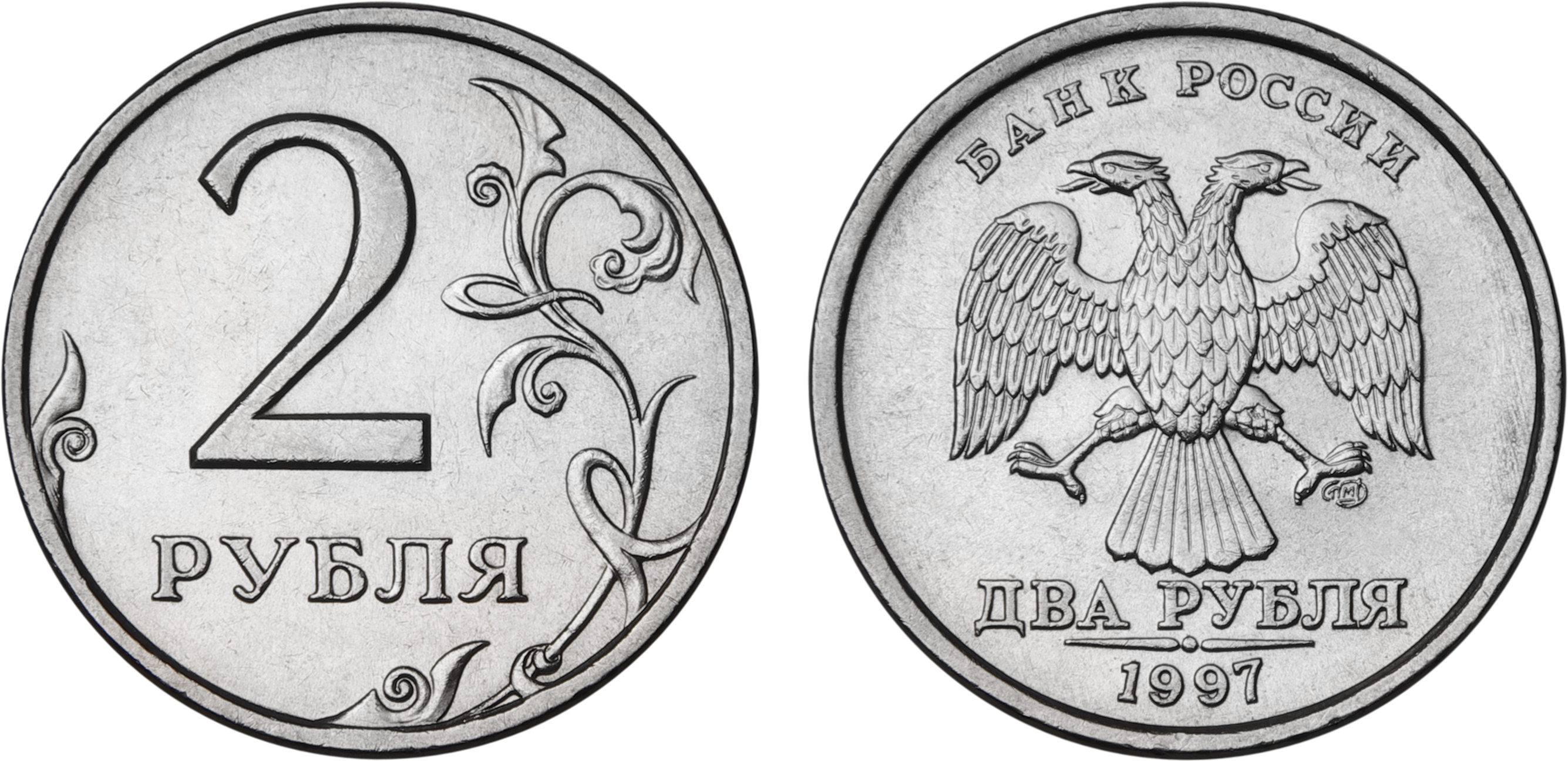
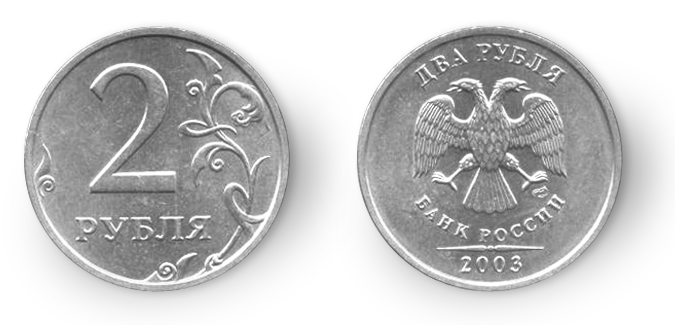
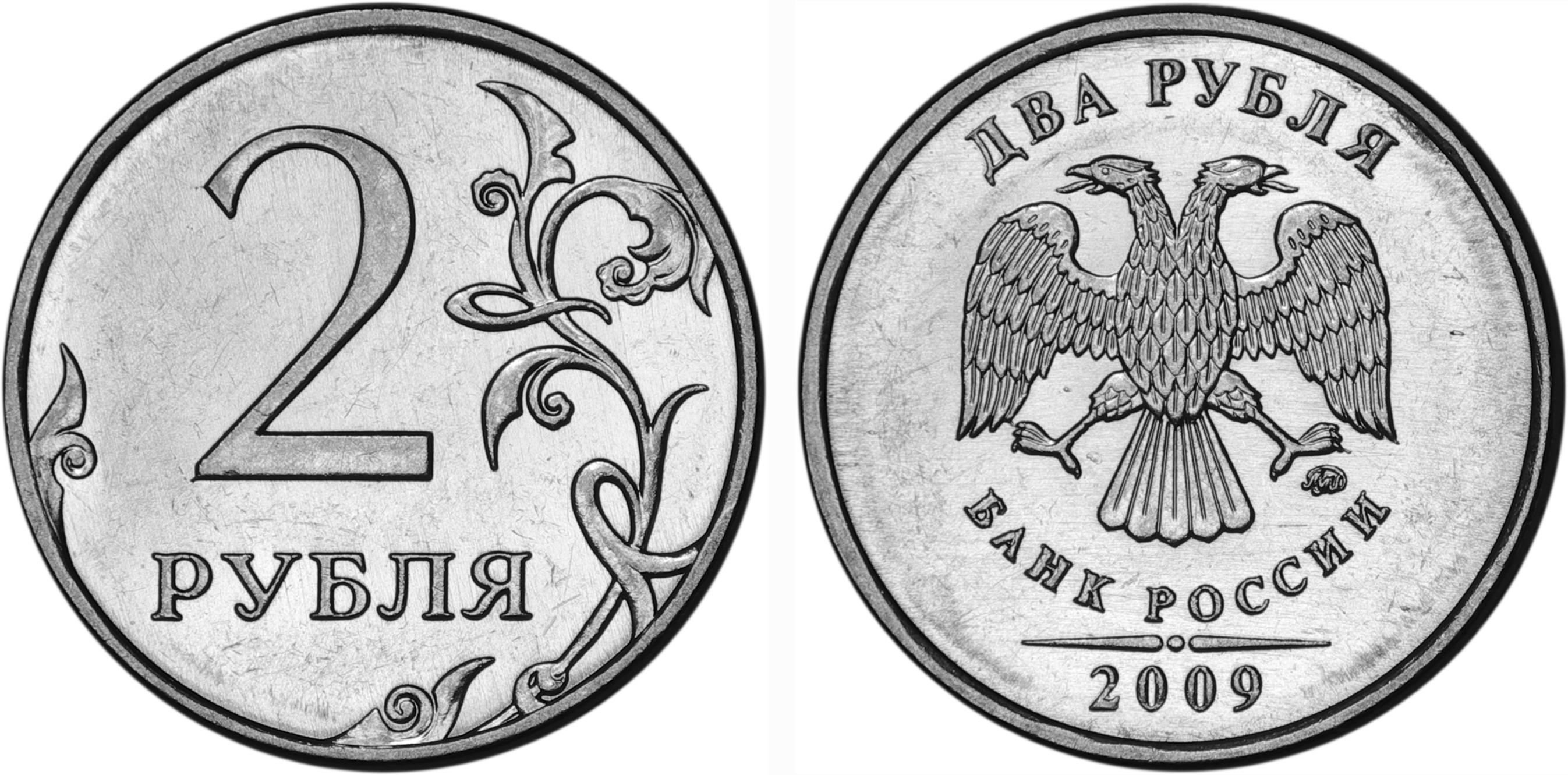
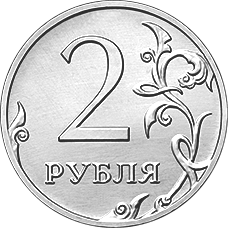
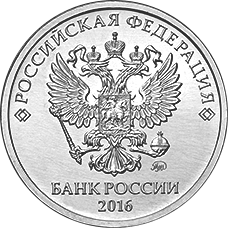
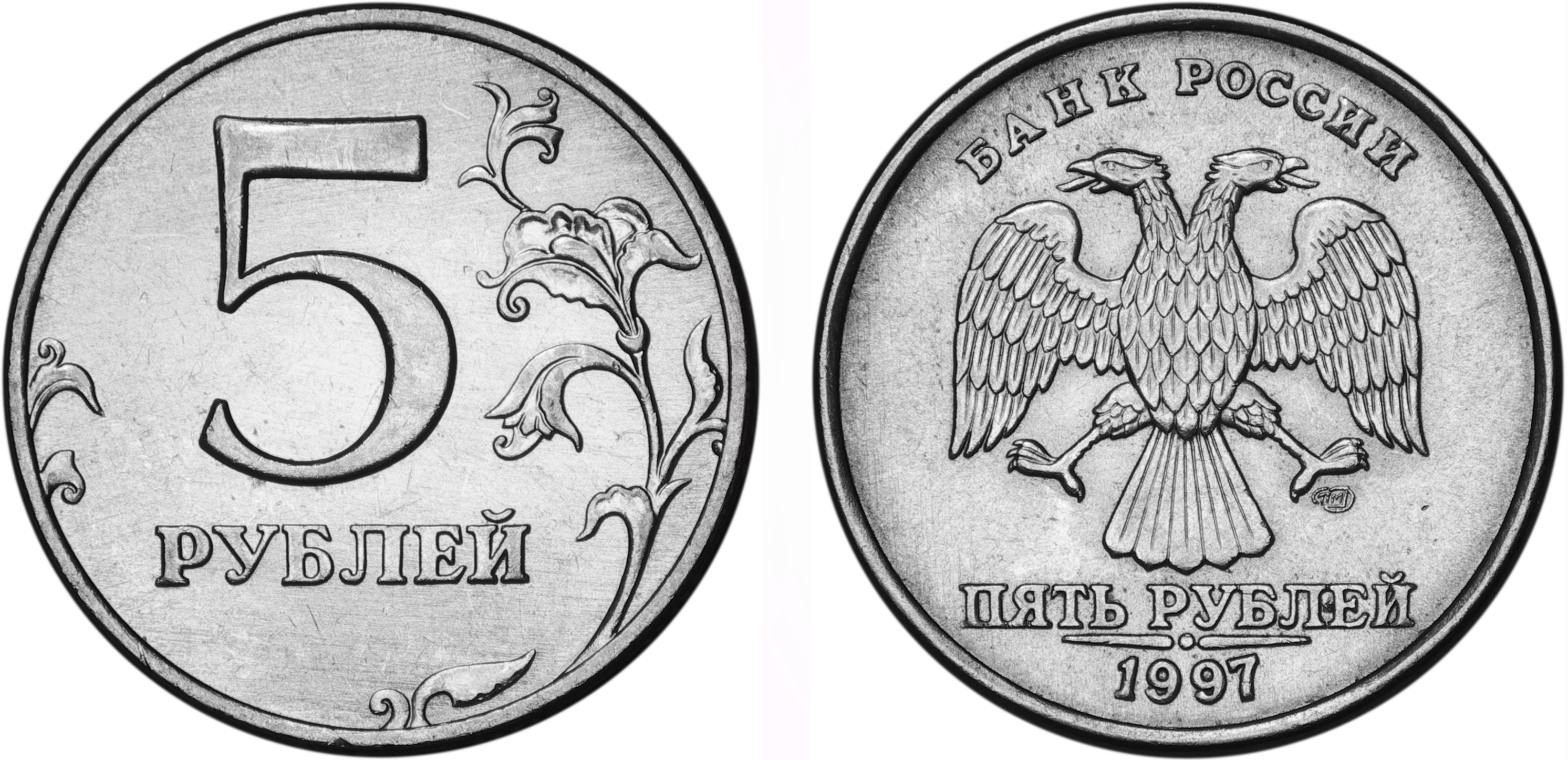
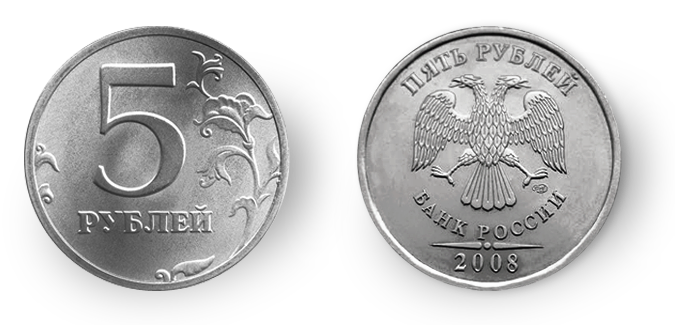
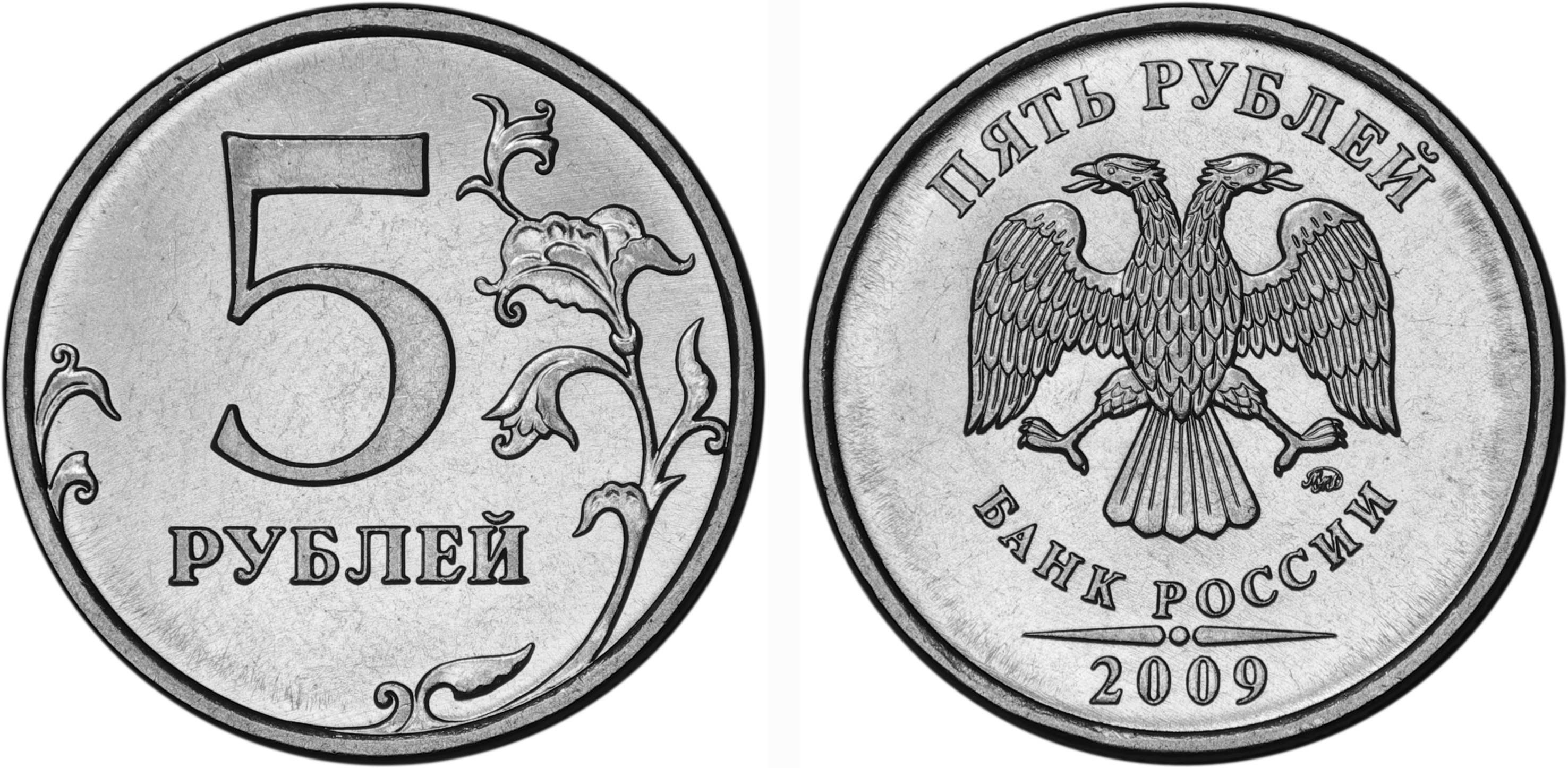
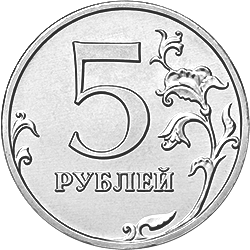
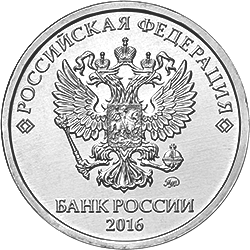
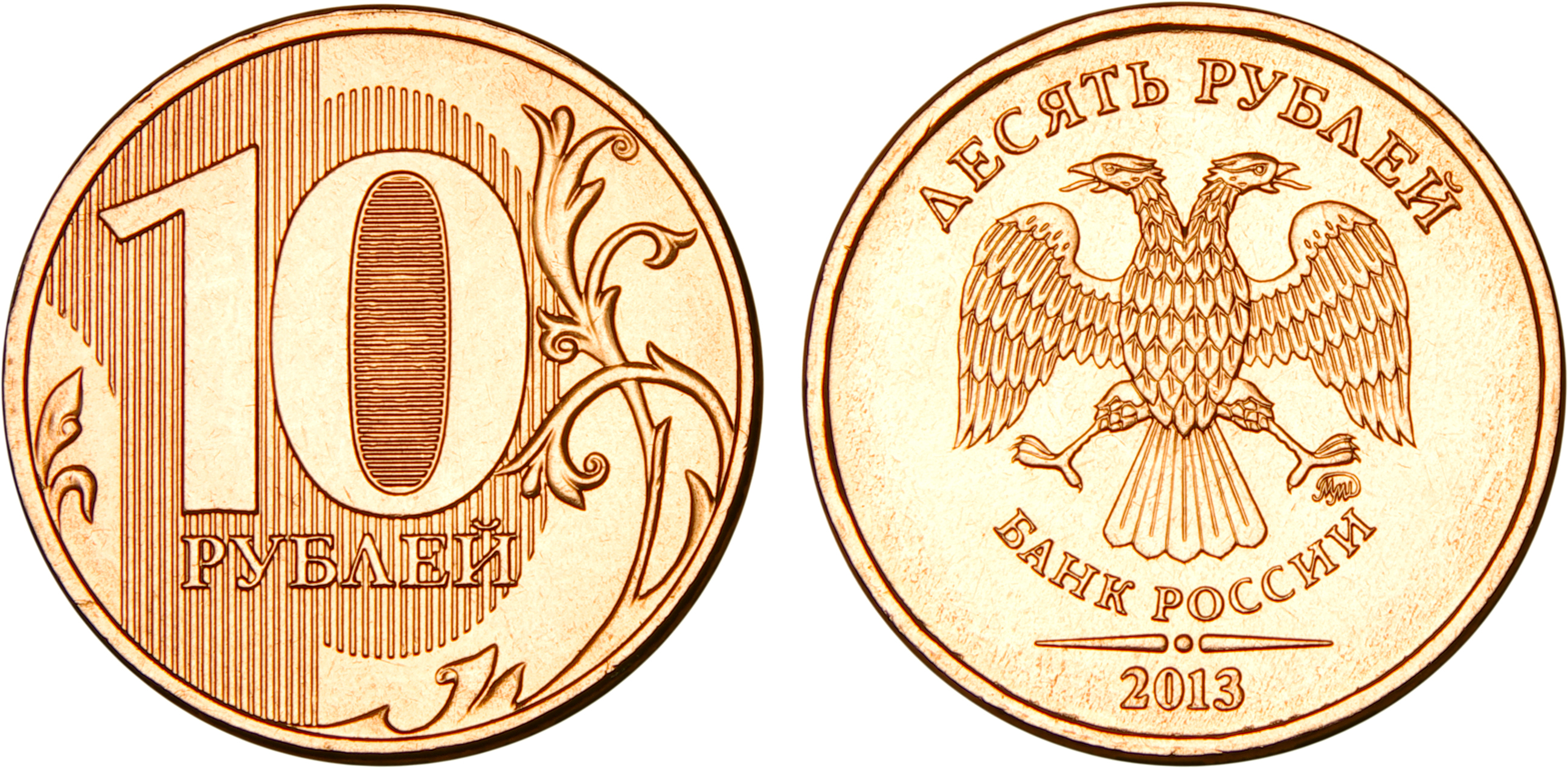
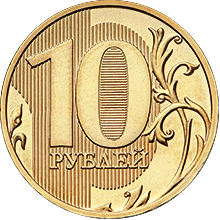
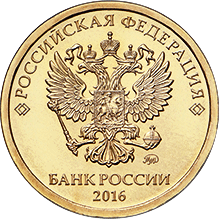

### Tiền giấy

#### Giới thiệu
Tiền giấy gồm các mệnh giá: 5, 10, 50, 100, 500, 1000 và 5000 rúp. Các mệnh giá 200 và 2000 rúp được bổ sung vào năm 2017. Đã có 3 lần thay đổi thiết kế: 2001, 2004 và 2010 (2011). Tờ 1000 rúp cũ được chuyển thành đồng xu 1 rúp mới.

#### Mệnh giá
| Mệnh giá | Hình ảnh | Kích thước  | Màu chủ đạo              |                                                                      |                                          |           | Ngày phát hành |
| Mệnh giá | Hình ảnh | Kích thước  | Màu chủ đạo              | Mặt trước                                                            | Mặt sau                                  | Loại giấy | Ngày phát hành |
| -------- | -------- | ----------- | ------------------------ | -------------------------------------------------------------------- | ---------------------------------------- | --------- | -------------- |
| 5 rúp    |          | 137 × 61 mm | Xanh lá                  | Veliky Novgorod                                                      | Novgorodskogo Kreml'                     | Cotton    | 1/1/1998       |
| 10 rúp   |          | 150 × 65 mm | Vàng, nâu                | Krasnoyarsk                                                          | Thủy điện Krasnoyarsk                    | Cotton    | 1/1/1998       |
| 50 rúp   |          | 150 × 65 mm | Xanh dương, xanh lá, xám | Sankt-Peterburg                                                      | Sàn chứng khoán Sankt-Peterburg          | Cotton    | 1/1/1998       |
| 100 rúp  |          | 150 × 65 mm | Xanh lá, nâu             | Moskva, thần Apollo cưỡi chiến xa tứ mã trên vòm mái Nhà hát Bolshoi | Nhà hát Bolshoi                          | Cotton    | 1/1/1998       |
| 500 rúp  |          | 150 × 65 mm | Tím, hồng                | Arkhangelsk, tượng Pyotr I                                           | Tu viện Solovetsky-Preobazhensky         | Cotton    | 1/1/1998       |
| 1000 rúp |          | 157 × 69 mm | Xanh lá, xanh dương      | Yaroslavl                                                            | Nhà thờ thánh Gioan Baotixita, Yaroslavl | Cotton    | 1/1/2001       |
| 5000 rúp |          | 157 × 69 mm | Nâu, đỏ                  | Khabarovsk                                                           | Cầu Khabarovsk bắc qua sông Amur         | Cotton    | 31/7/2006      |

##### 2001
| Mệnh giá | Hình ảnh | Kích thước  | Màu chủ đạo              |                                                                      |                                  |           | Ngày phát hành |
| Mệnh giá | Hình ảnh | Kích thước  | Màu chủ đạo              | Mặt trước                                                            | Mặt sau                          | Loại giấy | Ngày phát hành |
| -------- | -------- | ----------- | ------------------------ | -------------------------------------------------------------------- | -------------------------------- | --------- | -------------- |
| 10 rúp   |          | 150 × 65 mm | Vàng, nâu                | Krasnoyarsk                                                          | Thủy điện Krasnoyarsk            | Cotton    | 1/1/2001       |
| 50 rúp   |          | 150 × 65 mm | Xanh dương, xanh lá, xám | Sankt-Peterburg                                                      | Sàn chứng khoán Sankt-Peterburg  | Cotton    | 1/1/2001       |
| 100 rúp  |          | 150 × 65 mm | Xanh lá, nâu             | Moskva, thần Apollo cưỡi chiến xa tứ mã trên vòm mái Nhà hát Bolshoi | Nhà hát Bolshoi                  | Cotton    | 1/1/2001       |
| 500 rúp  |          | 150 × 65 mm | Tím, hồng                | Arkhangelsk, tượng Pyotr I                                           | Tu viện Solovetsky-Preobazhensky | Cotton    | 1/1/2001       |

##### 2004
| Mệnh giá | Hình ảnh | Kích thước  | Màu chủ đạo              |                                                                      |                                          |           | Ngày phát hành |
| Mệnh giá | Hình ảnh | Kích thước  | Màu chủ đạo              | Mặt trước                                                            | Mặt sau                                  | Loại giấy | Ngày phát hành |
| -------- | -------- | ----------- | ------------------------ | -------------------------------------------------------------------- | ---------------------------------------- | --------- | -------------- |
| 10 rúp   |          | 150 × 65 mm | Vàng, nâu                | Krasnoyarsk                                                          | Thủy điện Krasnoyarsk                    | Cotton    | 16/8/2004      |
| 50 rúp   |          | 150 × 65 mm | Xanh dương, xanh lá, xám | Sankt-Peterburg                                                      | Sàn chứng khoán Sankt-Peterburg          | Cotton    | 16/8/2004      |
| 100 rúp  |          | 150 × 65 mm | Xanh lá, nâu             | Moskva, thần Apollo cưỡi chiến xa tứ mã trên vòm mái Nhà hát Bolshoi | Nhà hát Bolshoi                          | Cotton    | 16/8/2004      |
| 500 rúp  |          | 150 × 65 mm | Tím, hồng                | Arkhangelsk, tượng Pyotr I                                           | Tu viện Solovetsky-Preobazhensky         | Cotton    | 16/8/2004      |
| 1000 rúp |          | 157 × 69 mm | Xanh lá, xanh dương      | Yaroslavl                                                            | Nhà thờ thánh Gioan Baotixita, Yaroslavl | Cotton    | 16/8/2004      |

##### 2010 - 2011
| Mệnh giá | Hình ảnh | Kích thước  | Màu chủ đạo         |                            |                                          |           | Ngày phát hành |
| Mệnh giá | Hình ảnh | Kích thước  | Màu chủ đạo         | Mặt trước                  | Mặt sau                                  | Loại giấy | Ngày phát hành |
| -------- | -------- | ----------- | ------------------- | -------------------------- | ---------------------------------------- | --------- | -------------- |
| 500 rúp  |          | 150 × 65 mm | Tím, hồng           | Arkhangelsk, tượng Pyotr I | Tu viện Solovetsky-Preobazhensky         | Cotton    | 6/9/2011       |
| 1000 rúp |          | 157 × 69 mm | Xanh lá, xanh dương | Yaroslavl                  | Nhà thờ thánh Gioan Baotixita, Yaroslavl | Cotton    | 10/9/2010      |
| 5000 rúp |          | 157 × 69 mm | Nâu, đỏ             | Khabarovsk                 | Cầu Khabarovsk bắc qua sông Amur         | Cotton    | 6/9/2011       |

##### 2017
| Mệnh giá | Hình ảnh | Kích thước  | Màu chủ đạo |                         |                                             |           | Ngày phát hành |
| Mệnh giá | Hình ảnh | Kích thước  | Màu chủ đạo | Mặt trước               | Mặt sau                                     | Loại giấy | Ngày phát hành |
| -------- | -------- | ----------- | ----------- | ----------------------- | ------------------------------------------- | --------- | -------------- |
| 200 rúp  |          | 150 × 65 mm | Xanh lá     | Sevastopol              | Tàn tích Khersones                          | Cotton    | 12/10/2017     |
| 2000 rúp |          | 157 × 69 mm | Xanh dương  | Vladivostok, cầu Russky | Bãi phóng tên lửa "Viễn đông" tại tỉnh Amur | Cotton    | 12/10/2017     |

#### Tiền lưu niệm
| Mệnh giá | Hình ảnh | Kích thước  | Màu chủ đạo         |                                                                               | |           | Ngày phát hành |
| Mệnh giá | Hình ảnh | Kích thước  | Màu chủ đạo         | Mặt trước                                                                     | Mặt sau | Loại giấy | Ngày phát hành |
| -------- | -------- | ----------- | ------------------- | ----------------------------------------------------------------------------- | --- | --------- | -------------- |
| 100 rúp  |          | 150 × 65 mm | Xanh dương, vàng    | Vận động viên trượt tuyết, làng Olympic                                       | Sân vận động Olympic Fisht | Cotton    | 30/10/2013     |
| 100 rúp  |          | 150 × 65 mm | Vàng, nâu           | Tượng đài của những con tàu chìm                                              | Lâu đài Tổ yến, Rađa viễn thông RT-70                                                                                                | Cotton    | 23/12/2015     |
| 100 rúp  |          | 150 × 65 mm | Xanh dương, xanh lá | Một cậu bé với quả bóng dưới cánh tay và cảnh thủ môn Lev Yashin bắt lấy bóng | Quả địa cầu trên nền quả bóng với lãnh thổ nước Nga được tô màu xanh và tên các thành phố tổ chức Giải vô địch bóng đá thế giới 2018 | Polyme    | 22/5/2018      |

### In ấn
Hầu hết các mệnh giá đều được in tại Công ty Cổ phần "Xưởng in quốc gia - Goznak" (tiếng Nga: Акционерное общество «Гозна́к» - Объединение государственных предприятий и организаций по производству государственных знаков).

### Sự cố

#### Ảnh khỏa thân trên tờ 100 rúp
Ngày 8/7/2014, Đại biểu Duma Quốc gia, Đồng chí Roman Khudyakov đã phát hiện bức tượng thần Apollo cưỡi chiến xa tứ mã trên vòm của nhà hát Bolshoi trên tờ 100 rúp có chứa hình ảnh khiêu dâm, trong khi hình ảnh trên chỉ dành cho người trên 18 tuổi. Sau khi phát hiện điều bất cập, ông đã gửi bức thư cho Thống đốc Ngân hàng Trung ương Nga Elvira Nabiullina để thay đổi thiết kế của tờ tiền. Ông cũng hứa rằng: trong năm 2020 tới sẽ có một phiên bản thay đổi thiết kế của tờ 100 rúp trên.

#### Sự cốBán đảo Krym
Ngày 13/10/2017, Ngân hàng Quốc gia Ukraina (NBU) ra công văn, theo đó cấm các ngân hàng trong nước, tổ chức tài chính, bưu điện, địa điểm thương mại, dịch vụ, địa điểm du lịch và nhân dân Ukraina dùng và thanh toán các tờ tiền của Nga có chứa hình ảnh của bán đảo Krym, vốn bị Ukraina và các nước phương Tây tố cáo là "sáp nhập bất hợp pháp". NBU cũng cấm sử dụng các loại tiền trên trong các hoạt động tài chính, đổi ngoại tệ và ngân hàng quốc tế. Krym xuất hiện trên 2 mệnh giá và 3 thời gian phát hành - đó là tờ 100 rúp năm 2015/2018 và tờ 200 rúp năm 2017.